# Nižný Žipov
Nižný Žipov (in ungherese Magyarizsép) è un comune della Slovacchia facente parte del distretto di Trebišov, nella regione di Košice.